# Parochie Maria Sterre der Zee (Den Haag)
De parochie Maria Sterre der Zee is een rooms-katholieke parochie in Den Haag.
De parochie ontstond in 2015 uit een fusie van zes parochies in de noordelijke helft van de gemeente Den Haag. Dit waren de parochies Agnes, Antonius Abt, Driekoningen, Ignatius van Loyola, Jacobus de Meerdere en Willibrord, die vervolgens als geloofsgemeenschappen binnen de overkoepelende parochie bleven bestaan. 
De parochie heeft zeven kerken in gebruik, die allemaal een monumentale status hebben. In november 2023 maakte de parochie bekend dat wegens teruglopend kerkbezoek de Agneskerk aan de Beeklaan en de Onze Lieve Vrouw Onbevlekt Ontvangenkerk aan de Elandstraat worden gesloten. De parochie heeft hiernaast nog enkele Haagse kerken en kappelen in eigendom. 

## Kerken in gebruik
| Bouw      | Naam                                     | Adres               | Architect                                      | Afbeelding |
| --------- | ---------------------------------------- | ------------------- | ---------------------------------------------- | ---------- |
| 1875-1878 | Sint-Jacobus de Meerderekerk             | Parkstraat 65A      | Pierre Cuypers                                 |            |
| 1891-1892 | Onze Lieve Vrouw Onbevlekt Ontvangenkerk | Elandstraat 194     | Nicolaas Molenaar sr.                          |            |
| 1902-1903 | Heilige Agneskerk                        | Beeklaan 188        | Albert Margry                                  |            |
| 1908-1909 | Heilige Marthakerk                       | Hoefkade 623        | Nicolaas Molenaar sr. en Nicolaas Molenaar jr. |            |
| 1919-1921 | Sint-Paschalis Baylonkerk                | Wassenaarseweg 53   | Alexander Kropholler                           |            |
| 1926-1927 | Antonius Abtkerk                         | Scheveningseweg 235 | Jos Cuypers en Pierre Cuypers jr.              |            |
| 1947      | Onbevlekt Hart van Mariakerk             | Bloklandenplein 15  | Nicolaas Molenaar jr.                          |            |

## Overige kerken en kapellen
- Teresia van Avilakerk (Den Haag) - In gebruik bij de Poolse katholieke gemeenschap.
- Lourdeskapel (Scheveningen) - Kapel in gebruik, hoorde bij de gesloten O.L. Vrouw van Lourdeskerk.